# Filosofia alemanya

Arthur Schopenhauer va ser un filòsof alemany

La filosofia alemanya, que pot incloure tant la filosofia en llengua alemanya com la filosofia feta pels alemanys, ha estat extremadament diversa i fonamental tant en les tradicions analítiques com continentals de la filosofia durant segles, des de Gottfried Wilhelm Leibniz fins a Immanuel Kant, Georg Wilhelm Friedrich Hegel, Arthur Schopenhauer, Karl Marx, Friedrich Nietzsche, Martin Heidegger i Ludwig Wittgenstein als filòsofs contemporanis. Søren Kierkegaard (filòsof danès) sovint s'inclou en la història de la filosofia alemanya (o germànica) a causa del seu extens compromís amb pensadors alemanys

## Segle XVII

### Leibniz

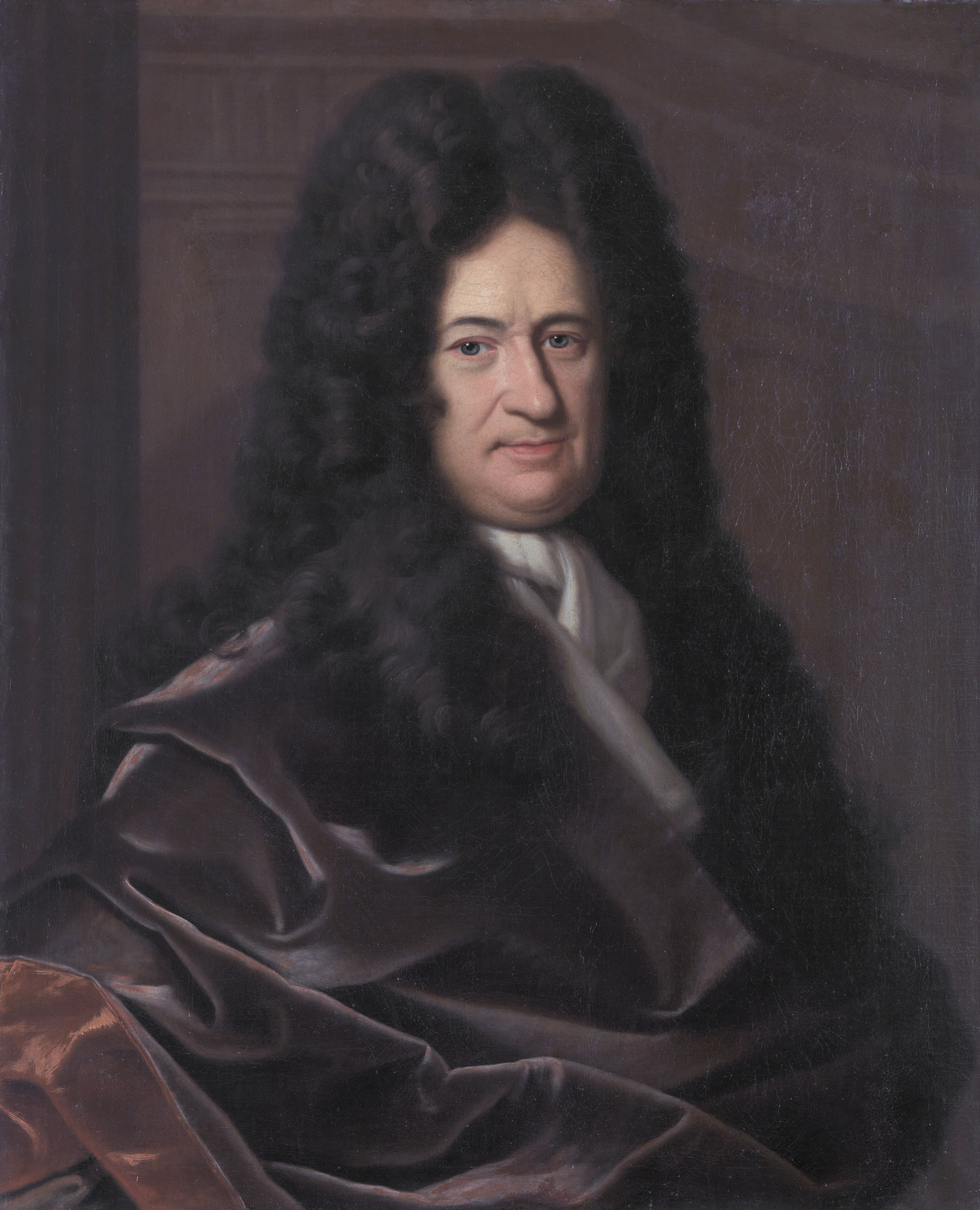
Leibniz

Gottfried Wilhelm Leibniz (1646-1716) va ser alhora un filòsof i un matemàtic que va escriure sobretot en llatí i francès. Leibniz, juntament amb René Descartes i Baruch Spinoza, va ser un dels tres grans defensors del racionalisme del segle xvii. L'obra de Leibniz també anticipava la lògica moderna i la filosofia analítica, però la seva filosofia també es remunta a la tradició escolar, en què es produeixen conclusions aplicant la raó als primers principis o definicions a priori més que a les proves empíriques.
Leibniz destaca pel seu optimisme: el seu Théodicée intenta justificar les imperfeccions aparents del món afirmant que és òptim entre tots els mons possibles. Ha de ser el millor món possible i més equilibrat, perquè va ser creat per un Déu tot poderós i tot coneixedor, que no escolliria crear un món imperfecte si es pogués conèixer un món millor o existir. De fet, els defectes aparents que es puguin identificar en aquest món han d’existir en tots els països possibles, perquè si no, Déu hauria triat crear el món que excloïa aquests defectes.
Leibniz també és conegut per la seva teoria de les monades, tal com s'exposava a Monadologie. Les monades es poden comparar amb els corpuscles de la Filosofia Mecànica de René Descartes i d'altres. Les mònades són els elements finals de l'univers. Les mònades són "formes substancials de ser" amb les següents propietats: són eternes, indecomponibles, individuals, subjectes a les seves pròpies lleis, no interactuen i reflecteixen cadascun l'univers sencer en una harmonia preestablerta (un exemple històricament important de panpsicisme). Les mònades són centres de força; la substància és força, mentre que l'espai, la matèria i el moviment són merament fenomenals.

## Segle XVIII

### Wolff
Christian Wolff (1679–1754) va ser el filòsof alemany més eminent entre Leibniz i Kant. El seu principal assoliment va ser una obra completa sobre gairebé tots els temes erudits del seu temps, exhibida i desplegada segons el seu mètode matemàtic demostratiu-deductiu, que potser representa el pic de la il·lustració a Alemanya.
Wolff va ser un dels primers a utilitzar l'alemany com a llengua d'instrucció i investigació acadèmica, tot i que també va escriure en llatí perquè un públic internacional el pogués llegir. Va fundar, entre d'altres, l'economia i l’administració pública com a disciplines acadèmiques, i es va concentrar especialment en aquests camps, donant consells sobre qüestions pràctiques a les persones del govern i destacant el caràcter professional de l'ensenyament universitari.

### Kant

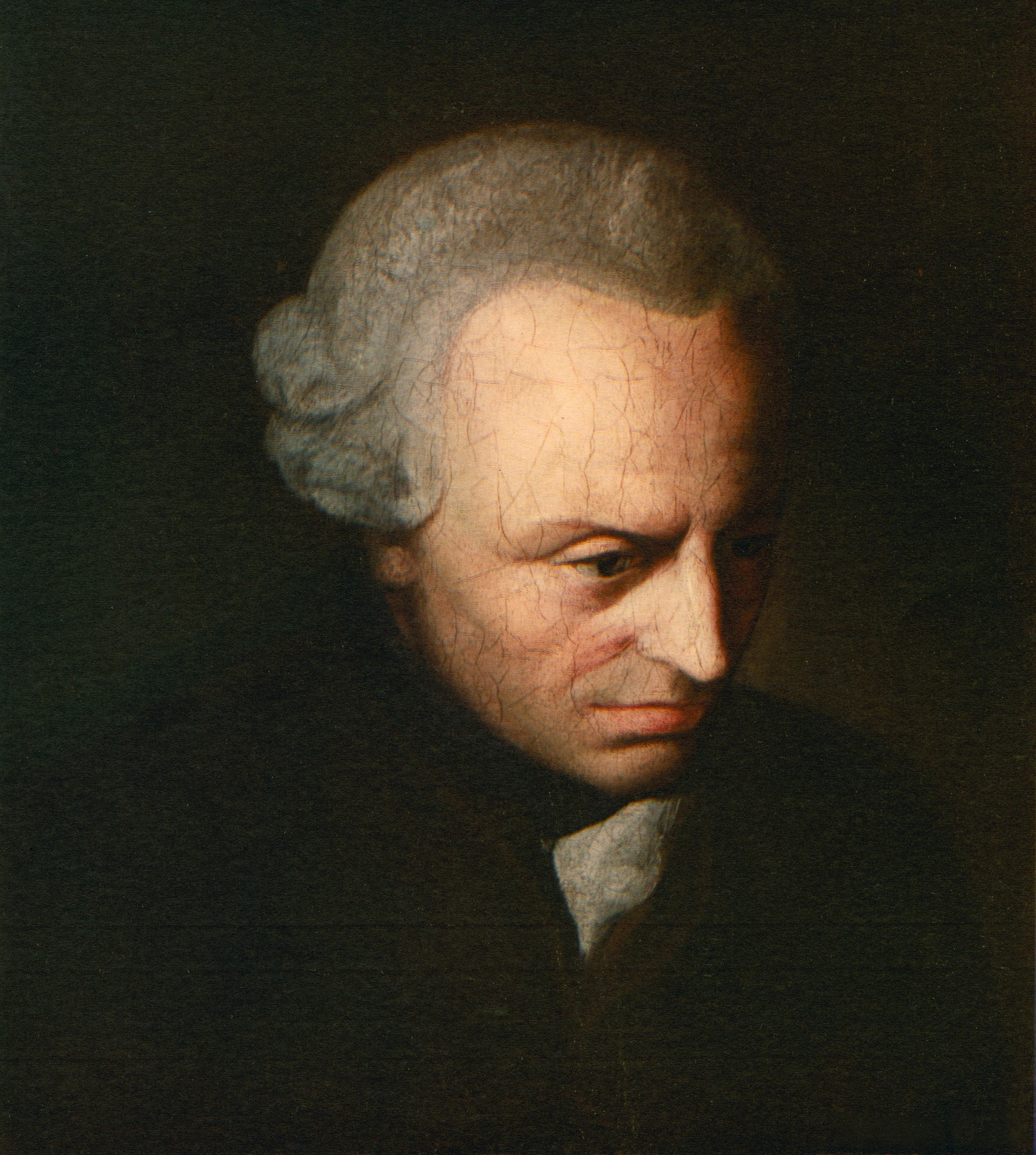
Immanuel Kant

El 1781, Immanuel Kant (1724-1804) va publicar la seva Crítica de la raó pura, en què intentava determinar què es pot i no es pot saber mitjançant l’ús de la raó independent de tota experiència. Breument, va arribar a la conclusió que podríem conèixer un món extern a través de l'experiència, però que el que podríem saber al respecte estava limitat pels termes limitats en què la ment pot pensar: si només podem comprendre les coses en termes de causa i efecte, llavors només podem conèixer causes i efectes. D’això es dedueix que es pot conèixer la forma de tota experiència possible independentment de tota experiència, però res més. Seguint l'argumentació, per aquest motiu mai no es pot conèixer el món des del “punt de vista del no-res” i, per tant, mai no es pot conèixer el món completament, ni tampoc a través de la raó ni de l'experiència.
Des de la publicació de la seva Crítica, Immanuel Kant ha estat considerat una de les majors influències de tota la filosofia occidental. A finals del segle xviii i principis del XIX, una línia d’influència directa de Kant és l’idealisme alemany.

## Segle XIX

### Idealisme alemany
L’idealisme alemany va ser un moviment filosòfic sorgit a Alemanya a finals del segle xviii i principis del XIX. Es va desenvolupar a partir de l'obra d'Imanuel Kant a la dècada de 1780 i 1790, i va estar estretament lligada tant amb el Romanticisme com amb la política revolucionària de la Il·lustració. Els idealistes alemanys més destacats del moviment, a més de Kant, van ser Johann Gottlieb Fichte (1762–1814), Friedrich Wilhelm Joseph Schelling (1775–1854) i Georg Wilhelm Friedrich Hegel (1770–1831) que va ser la figura predominant a l’alemanya del segle xix, i la filosofia i els defensors del romanticisme de Jena; Friedrich Hölderlin (1770-1843), Novalis (1772-1801) i Karl Wilhelm Friedrich Schlegel (1772-1829). August Ludwig Hülsen, Friedrich Heinrich Jacobi, Gottlob Ernst Schulze, Karl Leonhard Reinhold, Salomon Maimon, Friedrich Schleiermacher i Arthur Schopenhauer també van fer importants contribucions.

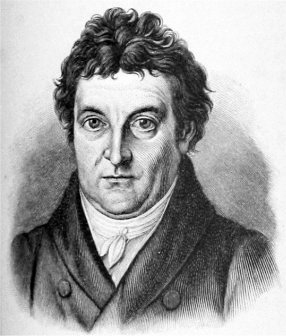
Johann Gottlieb Fichte (1762-1814)
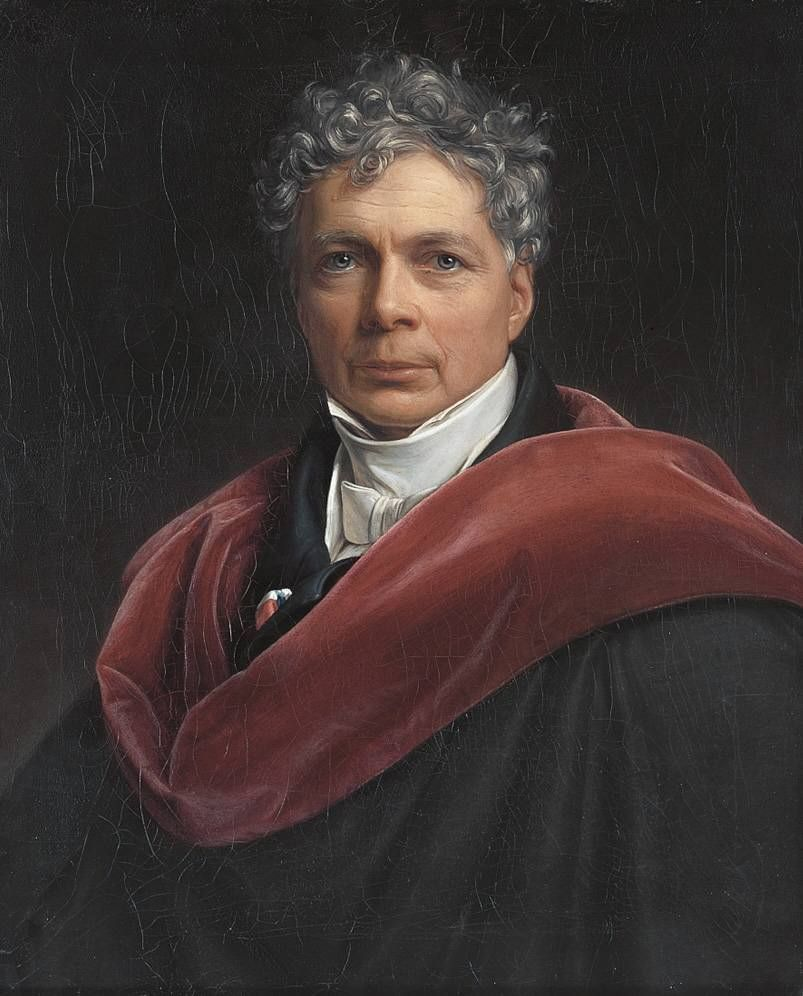
Friedrich Wilhelm Joseph Schelling (1775-1854)
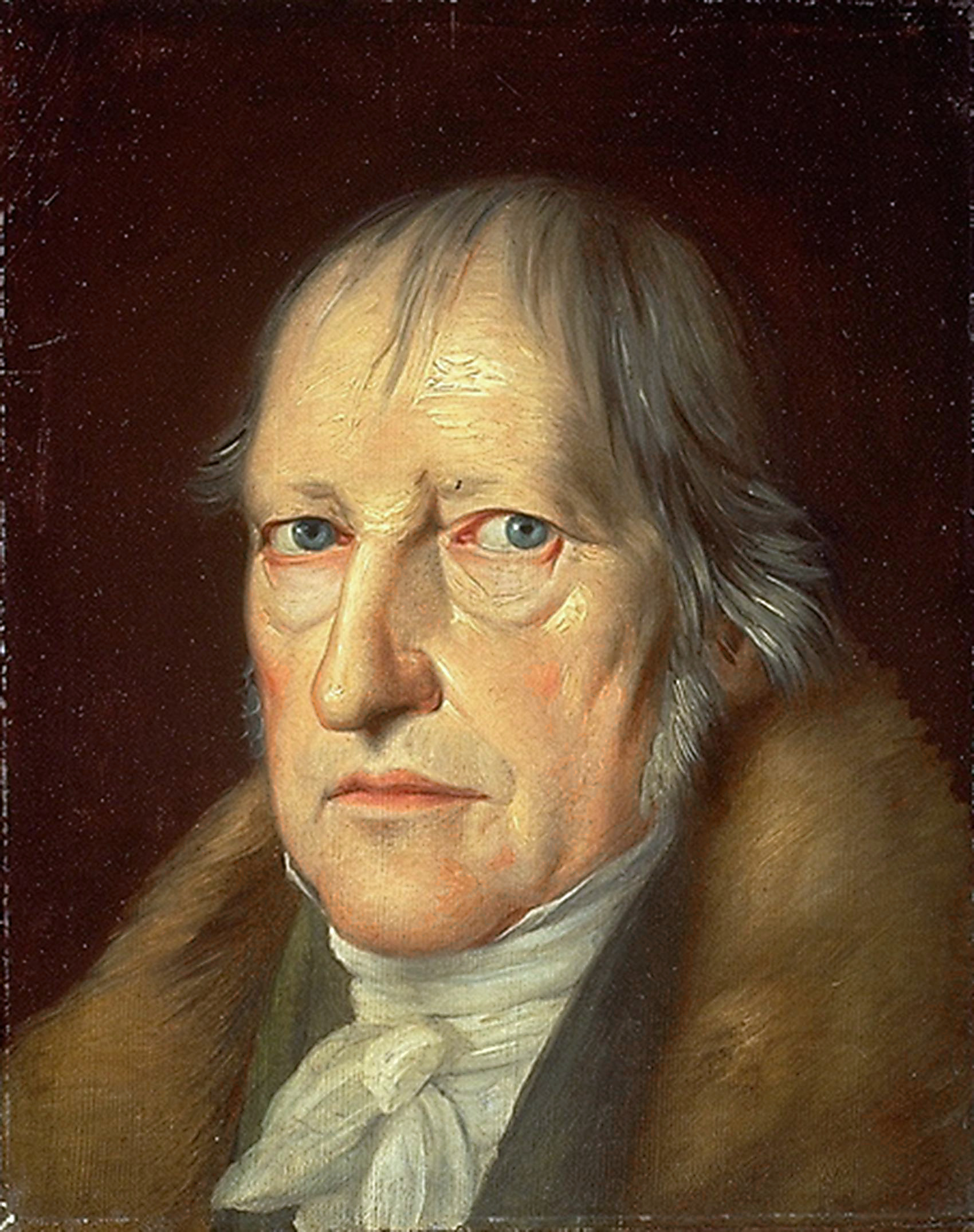
GWF Hegel (1770-1831)

### Karl Marx i els joves hegelians
Hegel va tenir una gran influència al llarg del segle xix. A final de segle, segons Bertrand Russell, "els principals filòsofs acadèmics, tant a Amèrica com a Gran Bretanya, eren en gran part hegelians". La seva influència ha continuat en la filosofia contemporània, però sobretot en la filosofia continental.
Entre els influenciats per Hegel immediatament després de la seva mort, el 1831, es poden dividir aproximadament dos grups diferents en les "esquerres" o "joves", hegelians, polítics i religiosos, i els "conservadors", o "vells", hegelians. Els bons hegelians van seguir el mestre en creure que la dialèctica de la història havia arribat a la seva fi; la Fenomenologia de l’Esperit de Hegel es revela com la culminació de la història a mesura que el lector arriba al seu final. Volia dir que la raó i la llibertat havien assolit els seus màxims en ser encarnats per l'estat prussià existent. La reivindicació del mestre es veia com una paradoxa, en el millor dels casos; de fet, el règim prussià proporcionava amplis serveis civils i socials, bones universitats, alta ocupació i certa industrialització, però es classificà com a políticament força endarrerit en comparació amb les monarquies constitucionals més liberals de França i Gran Bretanya.
Els filòsofs del camp de la dreta hegeliana inclouen Johann Philipp Gabler, Hermann Friedrich Wilhelm Hinrichs, Karl Daub, Heinrich Leo, Leopold von Henning i Heinrich Gustav Hotho.
Altres pensadors o historiadors que es poden incloure entre la dreta hegeliana, amb algunes reserves, inclouen Johann Karl Friedrich Rosenkranz Eduard Gans, Karl Ludwig Michelet, Philip Marheineke, Wilhelm Vatke, Johann Eduard Erdmann, Eduard Zeller i Albert Schwegler.
El teisme especulatiu va ser un moviment de la dècada de 1830 estretament relacionat amb el hegelianisme de la dreta. Els seus defensors (Immanuel Hermann Fichte (1796–1879), Christian Hermann Weisse (1801–1866) i Hermann Ulrici (1806–1884) van unir en la seva demanda de recuperar el "Déu personal" després de l'hegelianisme panlogista. El moviment presentava elements d’antipsicologisme en la historiografia de la filosofia.
Els Joves Hegelians, en canvi, es basaven en la idea de Hegel que el propòsit i la promesa de la història era la negació total de tot allò que conduïa a restringir la llibertat i la raó; i van procedir a fer crítiques radicals, primer sobre la religió i després sobre el sistema polític prussià. Els joves hegelians eren impopulars per les seves opinions radicals sobre la religió i la societat. Van sentir que l'aparent creença de Hegel en el final de la història entrava en conflicte amb altres aspectes del seu pensament i que, contràriament al seu pensament posterior, la dialèctica certament no era completa. Sentien que això era (dolorosament) evident donada la irracionalitat de les creences religioses i la manca empírica de llibertats —sobretot les llibertats polítiques i religioses— a la societat prussiana existent. Van rebutjar aspectes antiutòpics del seu pensament que els "vells hegelians" han interpretat com a significat que el món ja ha assolit la perfecció. Van incloure a Ludwig Feuerbach (1804–72), David Strauss (1808–74), Bruno Bauer (1809–82) i Max Stirner (1806–56) en les seves files.
Karl Marx (1818–83) sovint assistia a les seves reunions. Va desenvolupar un interès pel hegelianisme, el socialisme francès i la teoria econòmica britànica. Va transformar els tres en una obra econòmica essencial anomenada Das Kapital, que consistia en un examen econòmic crític del capitalisme. El marxisme es va convertir en una de les principals forces de la història mundial del segle xx.

És important tenir en compte que els grups no estaven tan unificats ni eren tan conscients de si mateixos com sembla que es vulgui indicar amb l'ús de les etiquetes "dreta" i "esquerra". El terme "dreta hegeliana", per exemple, mai no va ser utilitzat per aquells a qui més tard es va atribuir, és a dir, els successors directes de Hegel a la Universitat Fredrick William (ara la Universitat Humboldt de Berlín). (El terme va ser utilitzat per primera vegada per David Strauss per descriure Bruno Bauer, que en realitat era típicament d'esquerres o jove hegelià.)

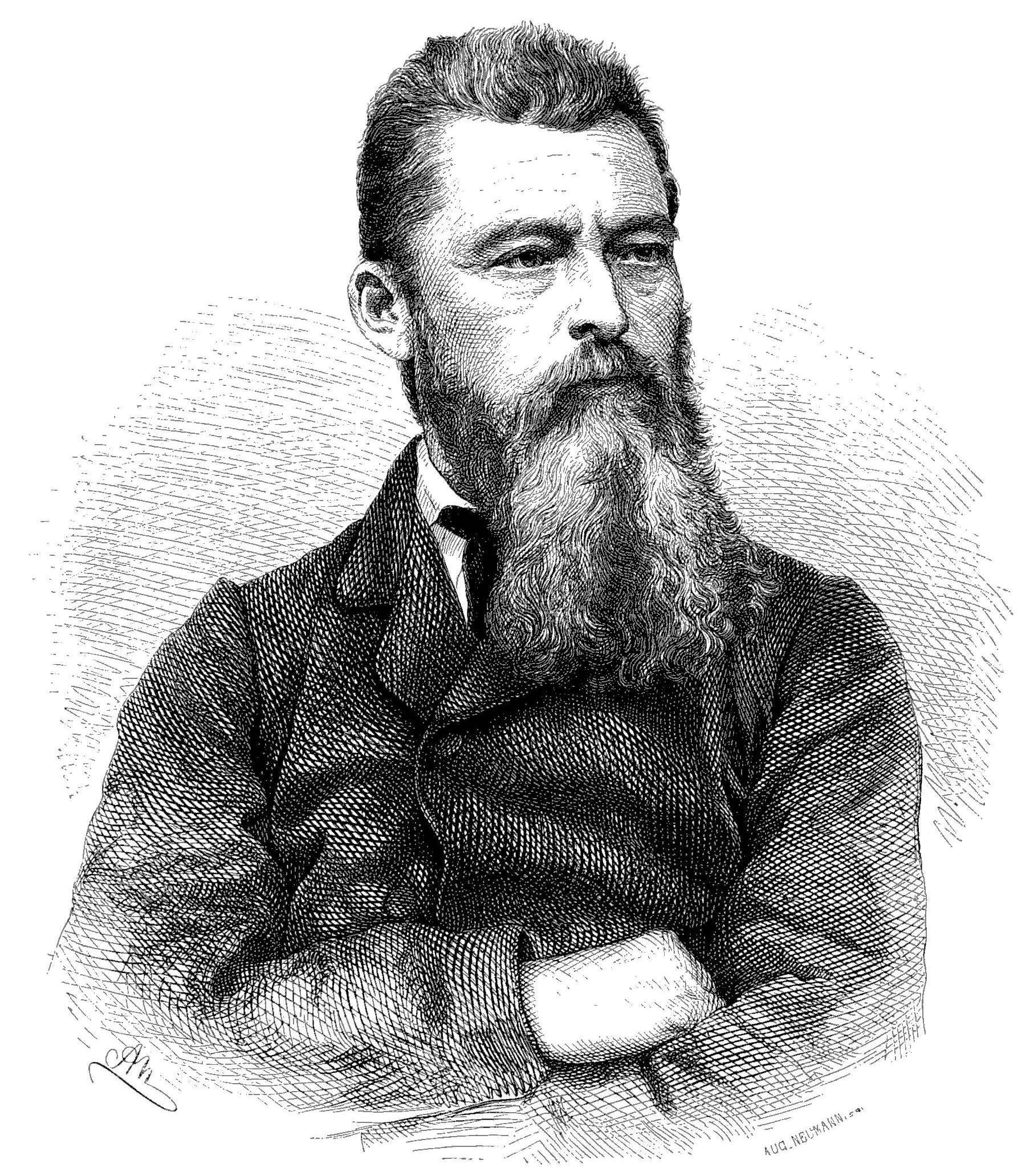
Ludwig Feuerbach (1804-72)
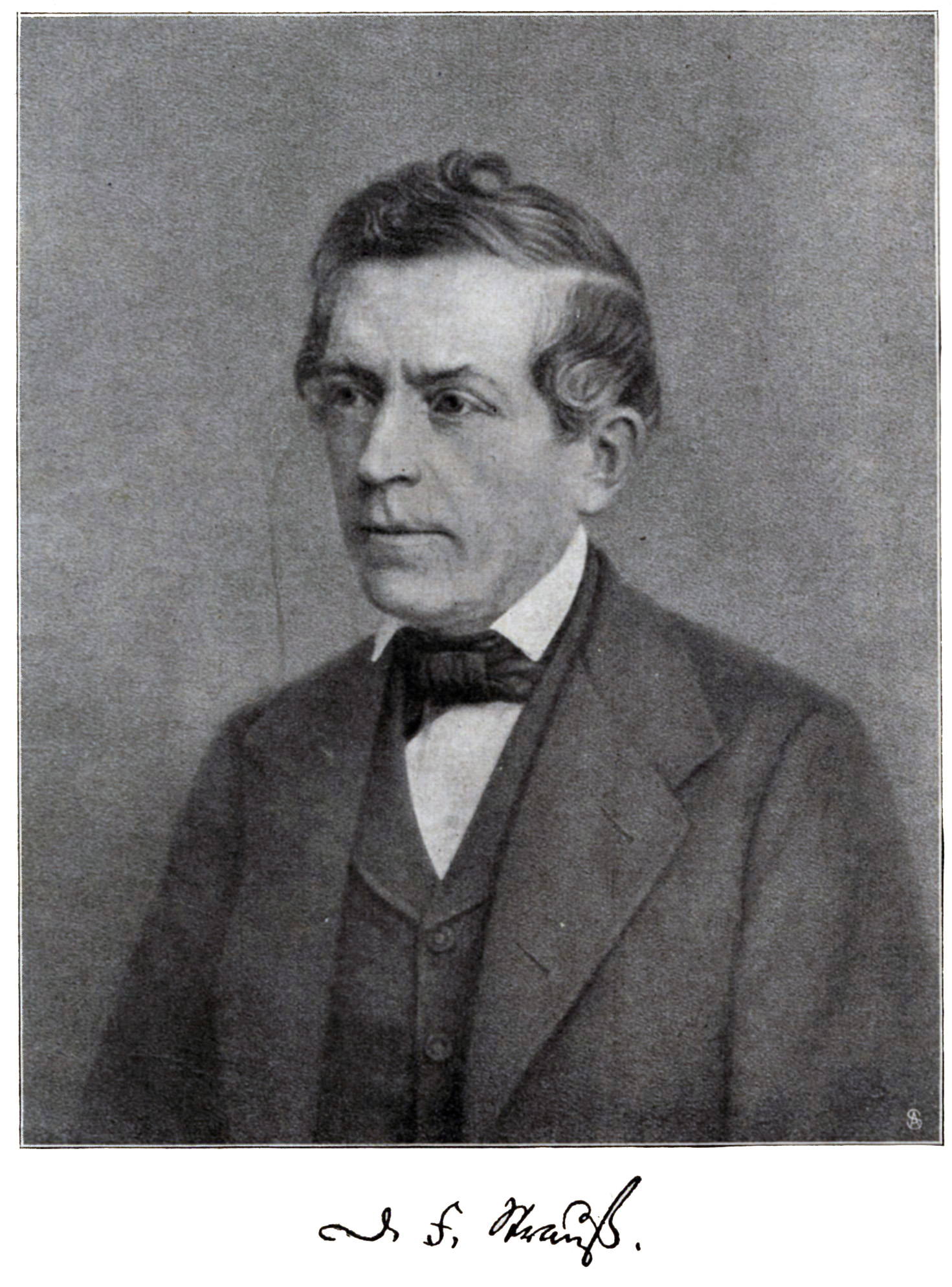
David Strauss (1808-74)
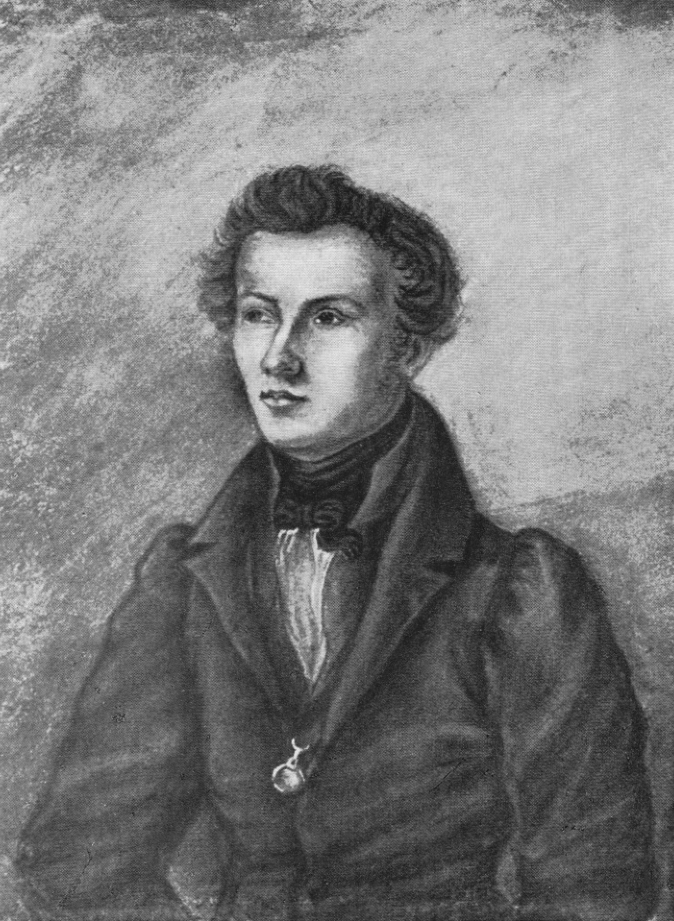
Bruno Bauer (1809–82)
Max Stirner (1806–56)
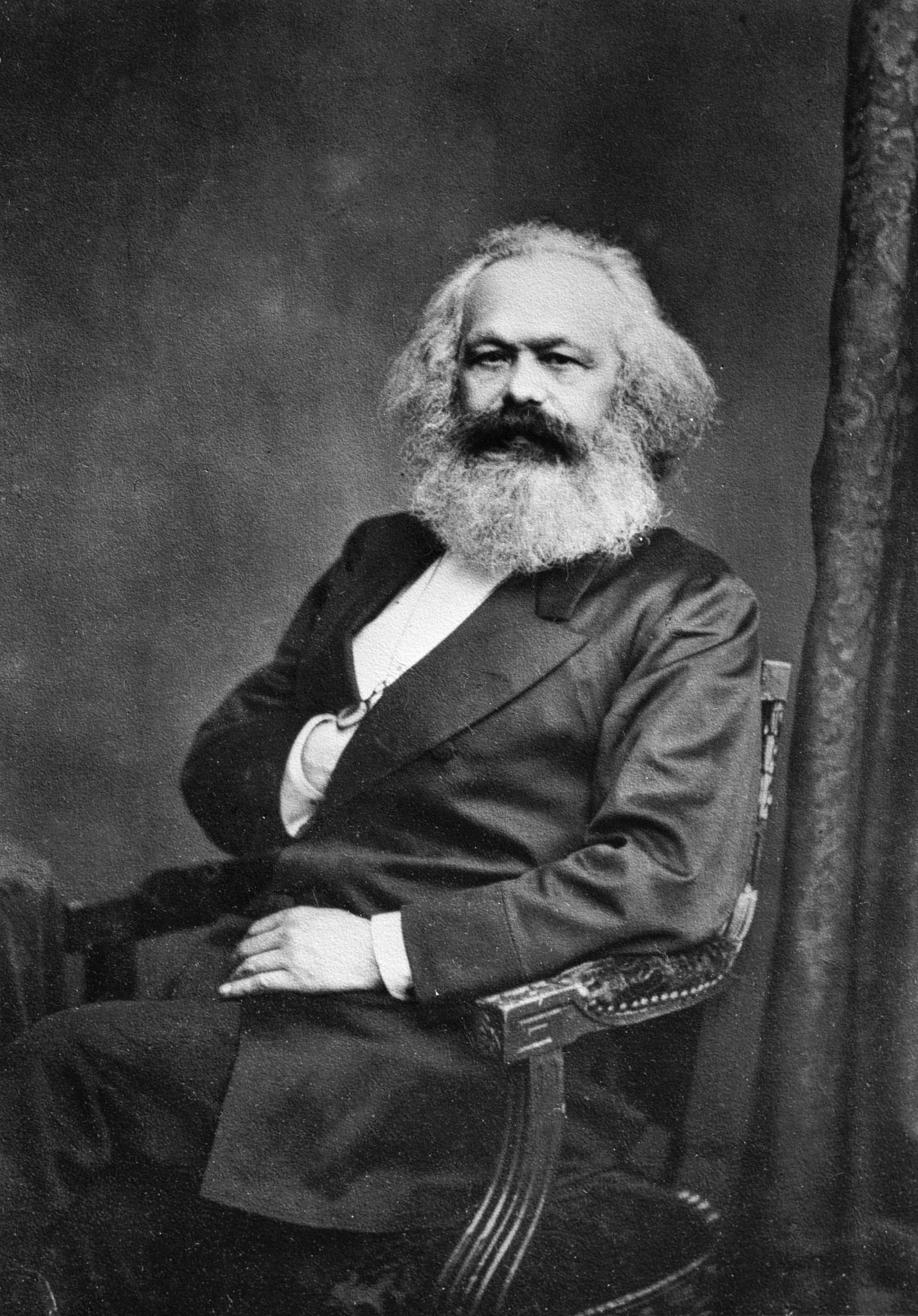
Karl Marx (1818–83)

### Schopenhauer

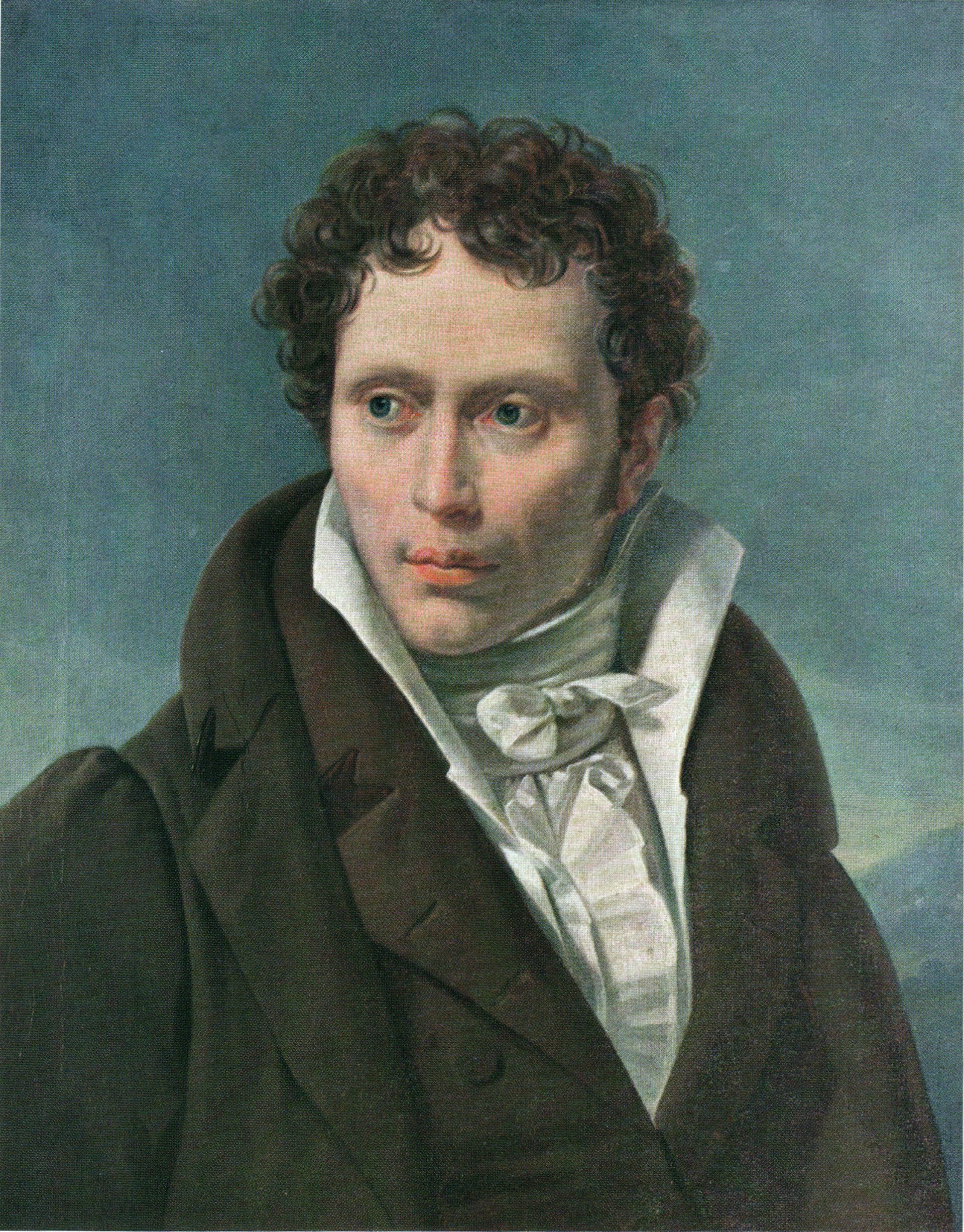
Schopenhauer

Un oponent idiosincràtic de l’idealisme alemany, particularment al pensament de Hegel, fou Arthur Schopenhauer (1788) –1860). Va ser influït per la filosofia oriental, particularment pel budisme, i era conegut pel seu pessimisme. L'obra més influent de Schopenhauer, El món com a voluntat i representació (1818), afirmava que el món és fonamentalment el que reconeixem en nosaltres mateixos com a voluntat. La seva anàlisi de la voluntat el va portar a la conclusió que mai no es poden complir els desitjos emocionals, físics i sexuals. En conseqüència, va descriure eloqüentment un estil de vida de negació dels desitjos, similar als ensenyaments ascètics de Vedanta i els pares del desert del primer cristianisme.
Durant els temps finals de la vida de Schopenhauer i els anys posteriors a la seva mort, el pessimisme postschopenhauerià es va convertir en una "tendència" força popular a l'Alemanya del segle xix. Tot i això, la van veure amb menyspreu les altres filosofies populars de l'època, com el hegelianisme, el materialisme, el neokantianisme i el positivisme emergent. En una època de pròximes revolucions i nous i emocionants descobriments científics, el caràcter resignat i progressista del típic pessimista es veia en detriment del desenvolupament social. Per respondre a aquesta creixent crítica, un grup de filòsofs molt influenciats per Schopenhauer com Julius Bahnsen (1830–81), Karl Robert Eduard von Hartmann (1842–1906), Philipp Mainländer (1841–76) i fins i tot alguns dels seus personals els coneguts van desenvolupar la seva pròpia marca de pessimisme, cadascun a la seva manera única.
Treballant en el marc metafísic de Schopenhauer, Philipp Mainländer veu la "voluntat" com el nucli més profund de l'ésser, l'arque ontològic. Tanmateix, es desvia de Schopenhauer en aspectes importants. Amb Schopenhauer la voluntat és singular, unificada i més enllà del temps i l'espai. L’idealisme transcendental de Schopenhauer el porta a concloure que només tenim accés a un determinat aspecte de la cosa en si mitjançant l’observació introspectiva dels nostres propis cossos. El que observem com a voluntat és tot el que cal observar, res més. No hi ha aspectes ocults. A més, mitjançant la introspecció només podem observar la nostra voluntat individual. Això també condueix Mainländer a la posició filosòfica del pluralisme.
A més, Mainländer accentua la idea de salvació per a tota la creació. Aquest és un altre respecte en què diferencia la seva filosofia de la de Schopenhauer. Amb Schopenhauer, el silenci de la voluntat és rar. El geni artístic pot aconseguir aquest estat temporalment, mentre que només uns pocs sants han aconseguit el cessament total al llarg de la història. Per Mainländer, la totalitat del cosmos avança a poc a poc però segur cap al silenci de la voluntat de viure i cap a (com ell l'anomena) "redempció".

### Neocantianisme
El neokantianisme es refereix, en línies generals, a un tipus de filosofia revifat en la línia de la que va establir Immanuel Kant al segle xviii. Més específicament es pot definir per la crítica de Schopenhauer a la filosofia kantiana a la seva obra El món com a voluntat i representació, així com per altres filòsofs postkantians com Jakob Friedrich Fries (1773–1843) i Johann Friedrich Herbart (1776–1841).
Les escoles neokantianes tendeixen a emfatitzar les lectures científiques de Kant, sovint minimitzant el paper de la intuïció a favor dels conceptes. Tanmateix, els aspectes ètics del pensament neokantià sovint els atreien dins l’òrbita del socialisme i van tenir una influència important sobre l’austromarxisme i el revisionisme d’ Eduard Bernstein. L'escola neokantiana va tenir una gran importància per dissenyar una divisió de filosofia que ha tingut una influència duradora molt més enllà d'Alemanya. Va fer un ús primerenc de termes com epistemologia i va mantenir el seu protagonisme sobre l'ontologia. El 1933 (després de l’auge del nazisme), els diferents cercles neokantians d’Alemanya s'havien dispersat.
Entre els filòsofs neokantians notables hi ha Eduard Zeller (1814–1908), Charles Bernard Renouvier (1815–1903), Hermann Lotze (1817–1881), Hermann von Helmholtz (1821–1894), Kuno Fischer (1824–1907), Friedrich Albert Lange (1828–1875), Wilhelm Dilthey (1833–1911), African Spir (1837–1890), Otto Liebmann (1840–1912), Hermann Cohen (1842–1918), Karl Vorländer (1860–1928), Heinrich Rickert (1863–1936), Ernst Troeltsch (1865–1923), Ernst Cassirer (1874–1945), Nicolai Hartmann (1882–1950) i Hans Kelsen (1881–1973), entre d'altres.

### Nietzsche

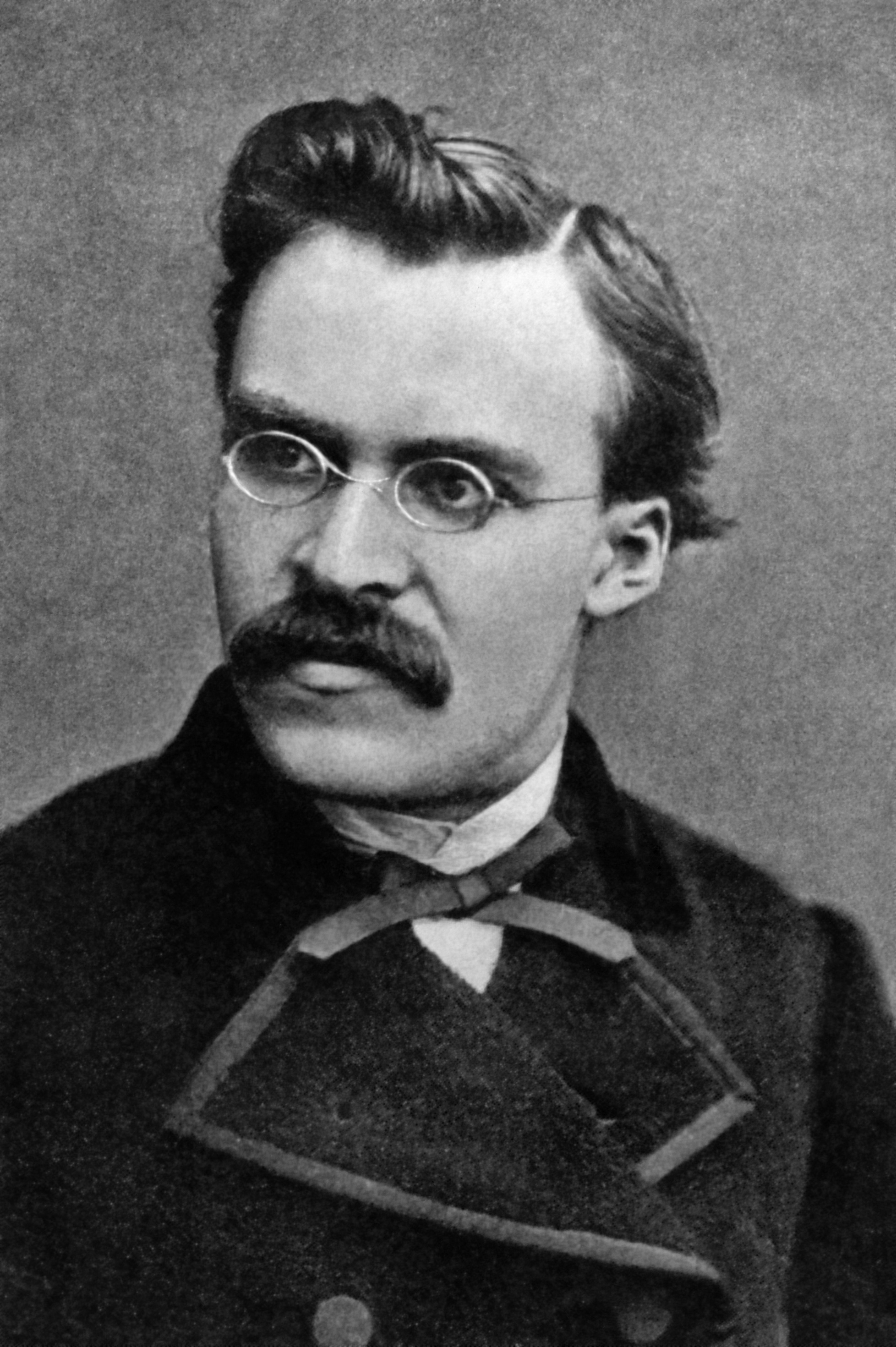
Nietzsche

Friedrich Nietzsche (1844-1900) va ser d’entrada un defensor de Schopenhauer. Tanmateix, aviat va rebutjar la visió pessimista de Schopenhauer sobre la vida i va intentar proporcionar una filosofia positiva. Creia que aquesta tasca era urgent, ja que creia que s'estenia per tot Europa una forma de nihilisme causada per la modernitat, que resumia en la frase "Déu ha mort". El seu problema, doncs, era com viure una vida positiva tenint en compte que si es creu en Déu, se cedeix a la deshonestedat i a les creences cruels (per exemple, la predestinació divina d'alguns individus a l'Infern) i, si no es creu en Déu, es tendeix al nihilisme. Va creure trobar la seva solució en els conceptes de Übermensch i Etern Retorn. La seva obra va tenir una gran influència en filòsofs i artistes.

## Segle XX

### Filosofia analítica

#### Frege, Wittgenstein i el cercle de Viena
A finals del segle xix, la lògica de predicat de Gottlob Frege (1848-1925) va significar un dur atac a la lògica aristotèlica (la lògica dominant des dels seus inicis a l'Antiga Grècia). Aquest va ser el començament de la filosofia analítica. A principis del segle xx, un grup de filòsofs i científics alemanys i austríacs van formar el Cercle de Viena per promoure el pensament científic sobre la construcció del sistema hegelià, que consideraven una mala influència en el pensament intel·lectual. El grup es considerava positivista lògic perquè creia que tot el coneixement es deriva a través de l'experiència o s'arriba a través d’enunciats analítics. Van adoptar la lògica de predicat de Frege, així com els primers treballs de Ludwig Wittgenstein (1889–1951) com a fonaments per a la seva treballar. Wittgenstein no estava d'acord amb la interpretació que feien de la seva filosofia.

### Filosofia continental
Tot i que alguns dels filòsofs fonamentals de la filosofia analítica del segle XX parlaven alemany, la majoria de la filosofia de llengua alemanya del segle XX tendeix a definir-se no com a filosofia analítica sinó "continental", com correspon a la posició d'Alemanya com a part del continent europeu 'en oposició a les Illes Britàniques o altres nacions culturalment europees fora d'Europa.

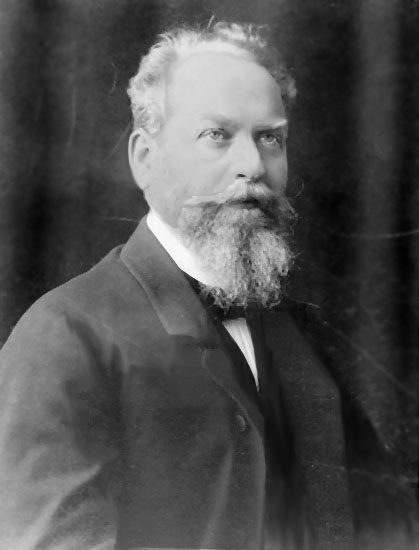
Edmund Husserl (1859–1938)
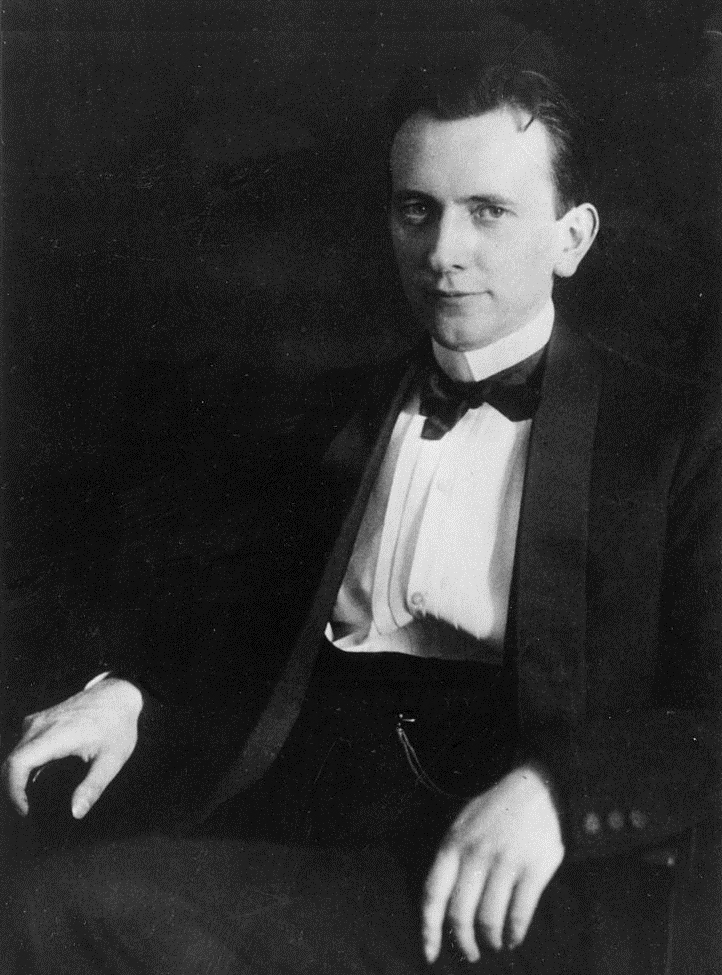
Karl Jaspers (1883-1969)
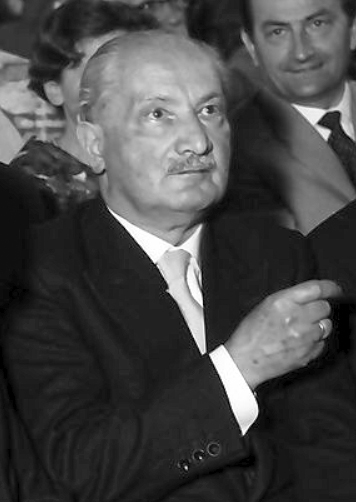
Martin Heidegger (1889-1976)
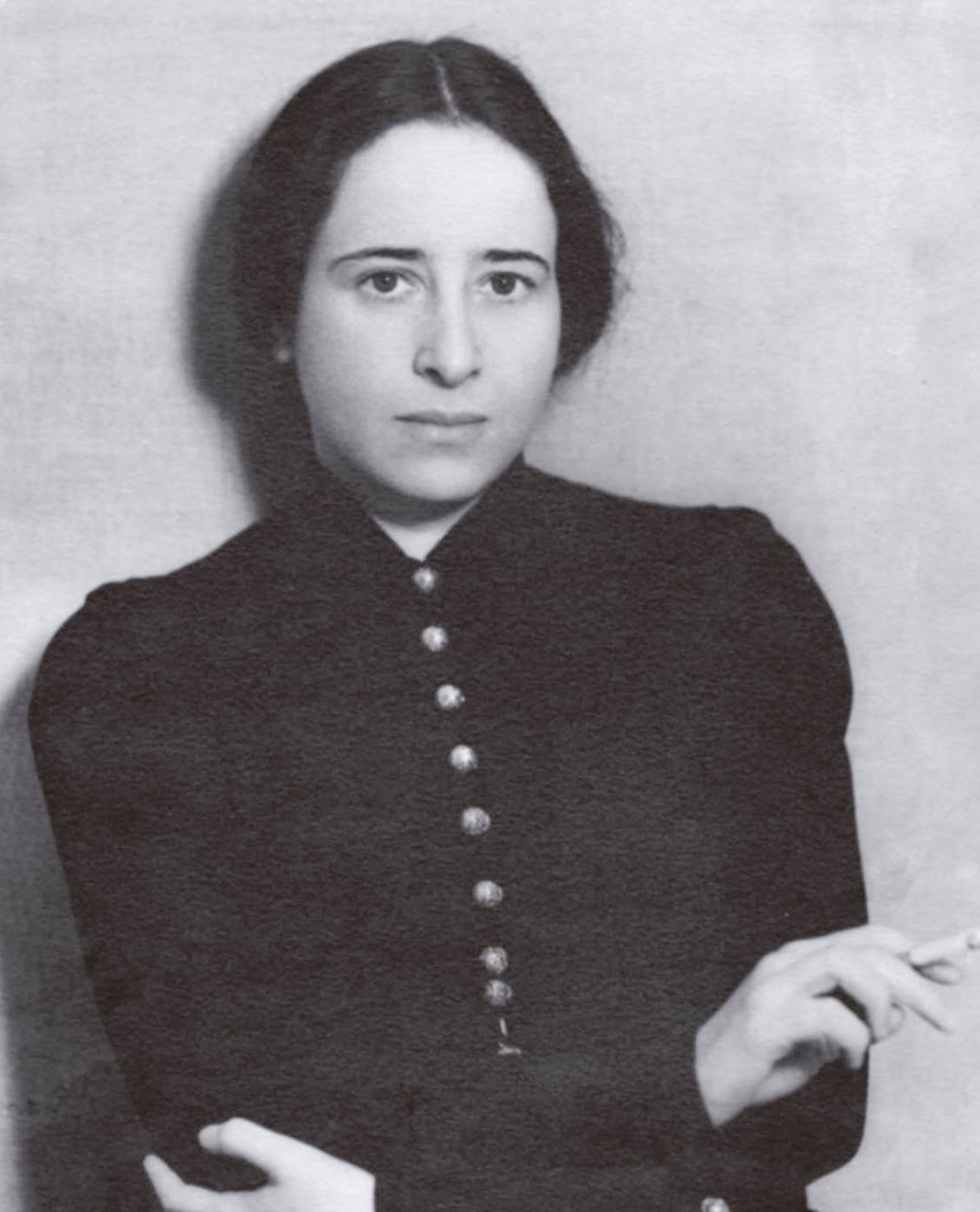
Hannah Arendt (1906-1975)

#### Fenomenologia
La fenomenologia va començar a principis del segle XX amb la psicologia descriptiva de Franz Brentano (1838-1917), i després la fenomenologia transcendental d'Edmund Husserl (1859-1938). Max Scheler (1874-1928) va desenvolupar encara més el mètode filosòfic de la fenomenologia. Després va ser transformada per Martin Heidegger (1889–1976), el famós llibre del qual Being and Time (1927) va aplicar la fenomenologia a l'ontologia. Heidegger, juntament amb Ludwig Wittgenstein, és considerat un dels filòsofs més influents del segle xx. La fenomenologia ha tingut una gran influència en la filosofia continental, sobretot en l'existencialisme i el postestructuralisme. Sovint s'identifica el mateix Heidegger com un existencialista, tot i que ho hauria rebutjat.

#### Hermenèutica
L'hermenèutica és la teoria i pràctica filosòfica de la interpretació i la comprensió.
Originalment l’hermenèutica feia referència a la interpretació de textos, sobretot textos religiosos. Al segle xix, Friedrich Schleiermacher (1768–1834), Wilhelm Dilthey (1833–1911) i altres van ampliar la disciplina de l’hermenèutica més enllà de la mera exegesi i la van convertir en una disciplina humanística general. Schleiermacher es preguntava si podia existir una hermenèutica que no fos una col·lecció de consells ad hoc per a la solució de problemes específics amb la interpretació de textos, sinó més aviat una "hermenèutica general", que tractés sobre "l'art de comprendre" com a tal, que pertanyia a l'estructura i funció d’entendre allà on es produeixi. Més tard al segle xix, Dilthey va començar a veure possibilitats per continuar el projecte d'hermenèutica general de Schleiermacher com a "metodologia general de les ciències humanes i socials".
Al segle xx, l'hermenèutica va fer un "gir ontològic". L’ésser i el temps de Martin Heidegger va transformar la disciplina. Ja no es va concebre com tractar de comprendre la comunicació lingüística o proporcionar una base metodològica per a les ciències humanes; pel que fa a Heidegger, l’hermenèutica és ontologia, que tracta de les condicions més fonamentals de l’ésser humà al món. La concepció heideggeriana de l'hermenèutica va ser desenvolupada per l'alumne de Heidegger Hans-Georg Gadamer (1900-2002), al seu llibre Veritat i mètode.

#### Escola de Frankfurt

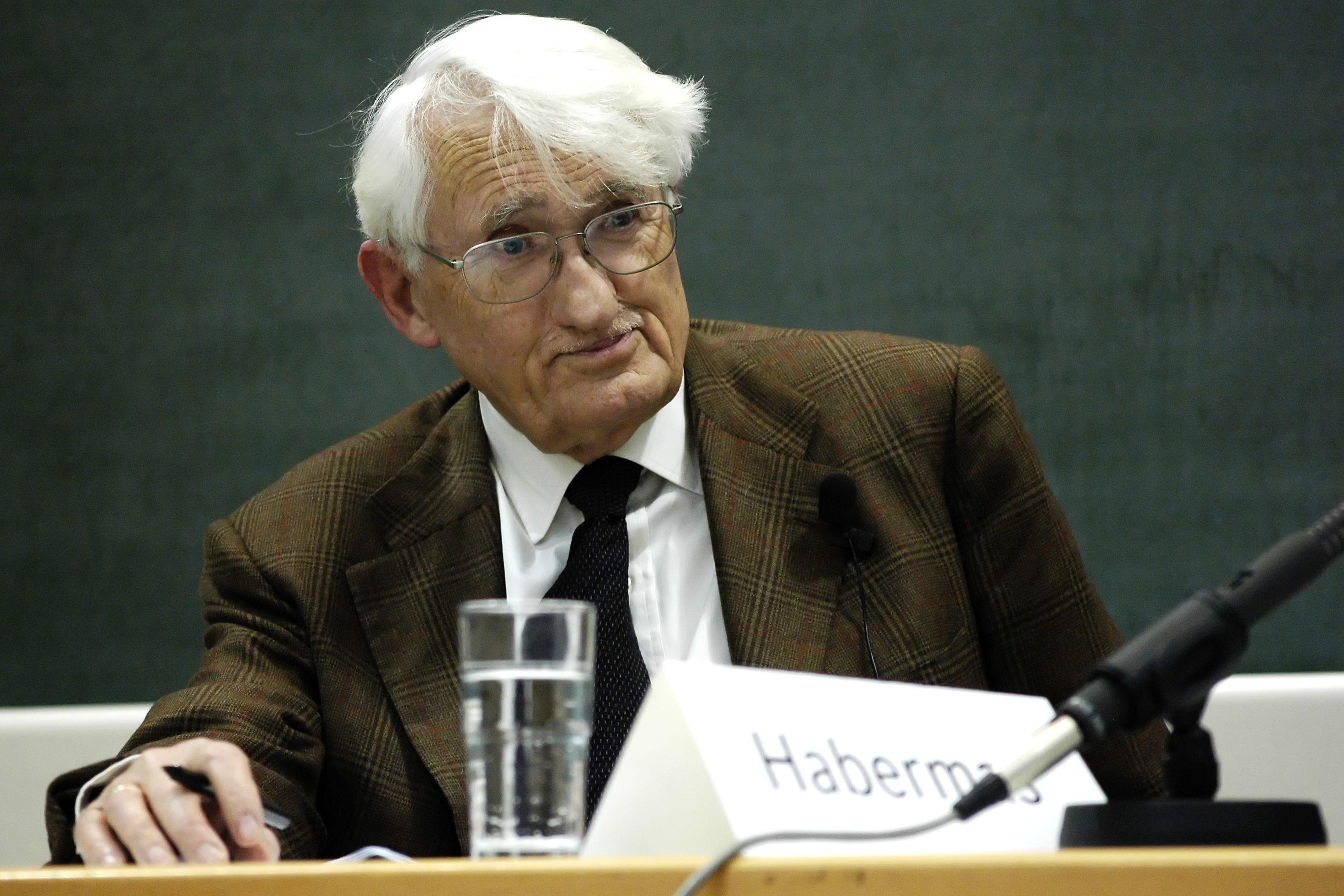
Jürgen Habermas

El 1923, Carl Grünberg va fundar l'Institut d'Investigació Social, basat en el marxisme, la psicoanàlisi de Freud i la filosofia weberiana, que es va conèixer com a "Escola de Frankfurt". Expulsada pels nazis, l'escola es va reformar de nou a Frankfurt després de la Segona Guerra Mundial. Tot i que provenien del marxisme, s'oposaven a l'estalinisme. Llibres com la Dialèctica de la Il·lustració d’ Adorno i Horkheimer i la Dialèctica Negativa d’ Adorno, criticaven el que consideraven el fracàs del projecte de la Il·lustració i els problemes de la modernitat.
Des dels anys seixanta, l'escola de Frankfurt ha estat guiada pel treball de Jürgen Habermas (nascut el 1929) sobre la raó comunicativa, la intersubjectivitat lingüística i el que Habermas anomena "el discurs filosòfic de la modernitat ".